# Adia
Adia är ett släkte flugor i familjen husflugor (Muscidae).

## Arter
- Adia aharonii
- Adia alatavensis
- Adia asiatica
- Adia aterrima
- Adia cinerea
- Adia dejeanii
- Adia densibarbata
- Adia grisella
- Adia latifrons